# Ernst von Hoeppner

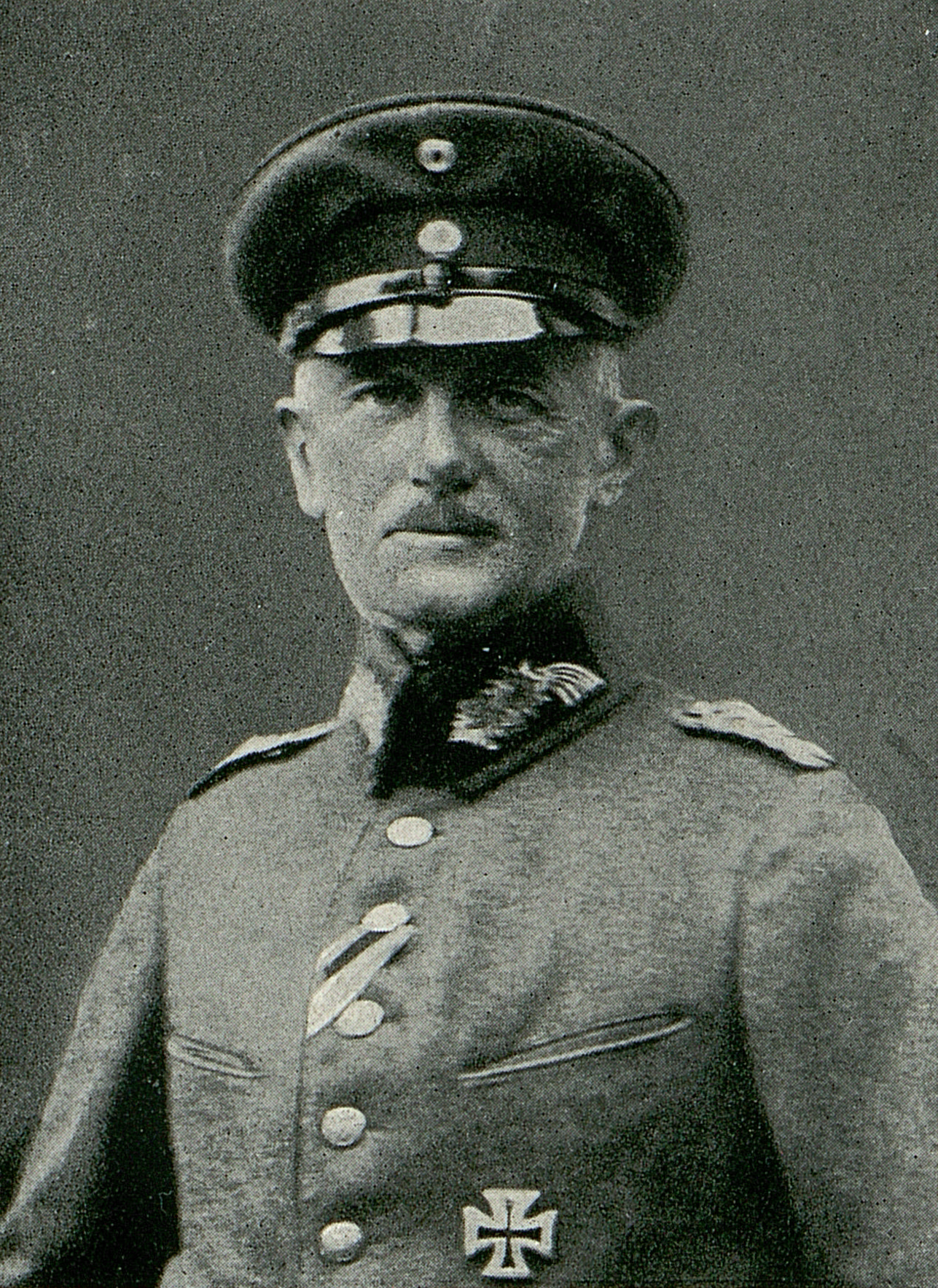

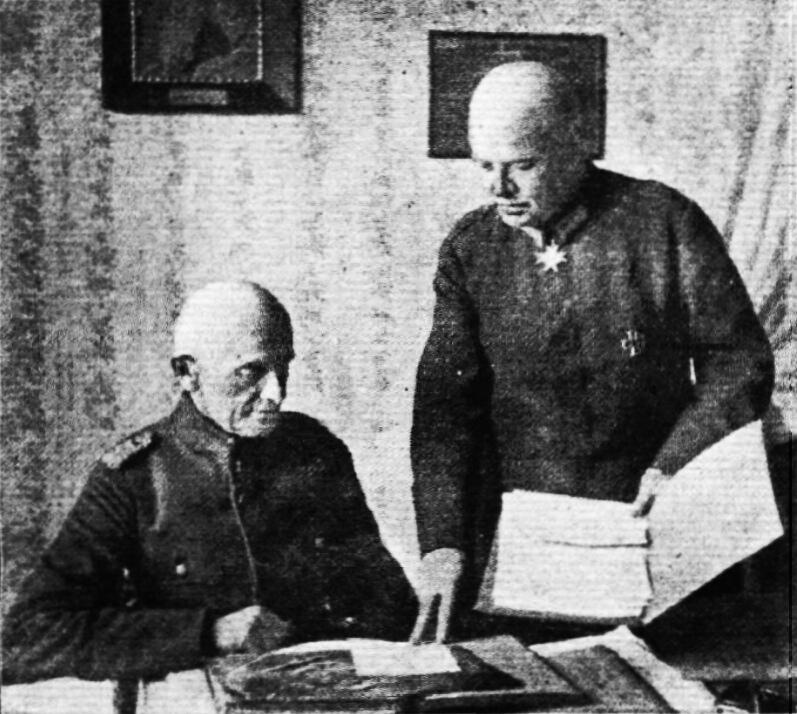
General von Hoeppner und Feldflugchef Oberstleutnant Thomsen

Ernst Wilhelm Arnold Hoeppner, seit 1913 von Hoeppner (* 14. Januar 1860 in Tonnin, Insel Wollin; † 26. September 1922 in Groß Mokratz, Insel Wollin) war ein preußischer General der Kavallerie sowie von 1916 bis 1918 als Kommandierender General Befehlshaber der deutschen Luftstreitkräfte im Ersten Weltkrieg.

## Leben

### Herkunft
Ernst war der dritte Sohn des preußischen Majors Ernst Ferdinand Hoeppner (1813–1881) und dessen Ehefrau Wilhelmine Minna, geborene Kropf (1827–1896).

### Militärkarriere
Hoeppner wurde ab 1872 in der Kadettenanstalt Potsdam sowie anschließend in der Preußischen Hauptkadettenanstalt ausgebildet. Er trat dann 1879 als Sekondeleutnant in das Magdeburgische Dragoner-Regiment Nr. 6 in Stendal ein. Danach besuchte er die Reitschule in Hannover. Nach dem Besuch der Kriegsakademie von 1889 bis 1892 wirkte er zunächst als Generalstabsoffizier bei der 39. Division in Colmar, war dann 1893 für kurze Zeit beim Großen Generalstab tätig und führte dann bis 1898 als Rittmeister eine Eskadron des Kurmärkischen Dragoner-Regiments Nr. 14. Danach war er Generalstabsoffizier bei der 29. Division in Freiburg und später bei der 39. Division in Colmar. 1899 wurde er erneut zum Großen Generalstab abkommandiert. 1903 wurde er zum Major befördert. 1904 kam er als Erster Generalstabsoffizier zum IX. Armee-Korps nach Altona. 1906 übernahm er als Oberstleutnant den Befehl über das 1. Kurhessische Husaren-Regiment „König Humbert von Italien“ Nr. 13 in Diedenhofen. 1908 wurde er als Chef des Stabes zum VII. Armee-Korps versetzt. 1909 wurde er zum Oberst befördert. Im September 1912 übernahm Hoeppner nach seiner Beförderung zum Generalmajor die in Bromberg stationierte 4. Kavallerie-Brigade.
Am 16. Juni 1913 wurde Hoeppner anlässlich des 25-jährigen Regierungsjubiläums von Kaiser Wilhelm II. in den erblichen preußischen Adelsstand erhoben.

#### Erster Weltkrieg

##### Chef des Stabes und Divisionskommandeur
Im August 1914 wurde er Chef des Generalstabs der 3. Armee unter General Max von Hausen, später unter General Karl von Einem. Am 14. Februar 1915 wurde er zum Kommandeur der 17. Reserve-Division ernannt. Zum Generalleutnant befördert, wurde Hoeppner im Juli Chef des Generalstabs der 2. Armee. Im April 1916 wurde ihm die Führung der 75. Reserve-Division übertragen.

##### Kogenluft
Am 12. November 1916 wurde er von Kaiser Wilhelm II. mit der Wahrnehmung der neugeschaffenen Stelle des „Kommandierenden Generals der Luftstreitkräfte“ (Kogenluft) betraut und kehrte ins Große Hauptquartier zurück.
Seine dortigen Verdienste um die Entwicklungen der Luftstreitkräfte wurden am 8. April 1917 mit der Verleihung des Ordens Pour le Mérite gewürdigt. Diesen erhielt er zusammen mit seinem Chef des Stabes Oberstleutnant Hermann Thomsen.

### Nachkriegszeit
Nach der Novemberrevolution war Hoeppner ab April 1919 Kommandierender General des XVIII. Armee-Korps. Mit dessen Auflösung am 30. September 1919 reichte Hoeppner seinen Abschied ein und wurde unter Verleihung des Charakters eines Generals der Kavallerie zur Disposition gestellt.
Hoeppner kehrte auf sein Gut Groß-Mokratz auf der Insel Wollin zurück, wo er seine Memoiren verfasste und drei Jahre später dort an der Spanischen Grippe verstarb.

### Familie
Hoeppner heiratete am 14. Juli 1885 Valentine von Pöppinghausen (1866–1955), mit der er drei Kinder hatte: Busso (*/† 1887), Margot (1888–1967) und den deutschen Luftsportfunktionär Gerd (1894–1939).

## Auszeichnungen
- Roter Adlerorden III. Klasse mit der Schleife[6]
- Kronen-Orden III. Klasse[6]
- Preußisches Dienstauszeichnungskreuz[6]
- Ritterkreuz I. Klasse des Ordens vom Zähringer Löwen[6]
- Ehrenkreuz II. Klasse des Lippischen Hausordens mit Eichenlaub[6]
- Ehrenkreuz des Greifenordens[6]
- Ritterkreuz I. Klasse des Albrechts-Ordens mit Krone[6]
- Komtur des Royal Victorian Order[6]
- Komtur des Ordens der Heiligen Mauritius und Lazarus[6]
- Eisernes Kreuz (1914) II. und I. Klasse